# Resolutie 1747 Veiligheidsraad Verenigde Naties
Resolutie 1747 van de Veiligheidsraad van de Verenigde Naties werd unaniem door de VN-Veiligheidsraad aangenomen op 24 maart 2007. Deze resolutie verzwaarde de sancties tegen Iran omdat het land niet voldeed aan de eisen in verband met zijn kernprogramma die met eerdere resoluties waren gesteld.

## Achtergrond
Irans nucleaire programma werd reeds in de jaren 1950 en met Amerikaanse ondersteuning op touw gezet om kernenergie voort te brengen. Na de Iraanse Revolutie in 1979 lag het kernprogramma stil. Eind jaren 1980 werd het, deze keer zonder westerse steun maar met medewerking van Rusland en China, hervat. Er rees echter internationale bezorgdheid dat het land ook de ambitie had om kernwapens te ontwikkelen.

## Inhoud

### Waarnemingen
Alle landen die waren aangesloten bij het non-proliferatieverdrag hadden het recht om kernenergie te ontwikkelen voor vreedzaam gebruik. Men wilde tot een onderhandelde oplossing komen met Iran die garandeerde dat het kernprogramma van dat land enkel vreedzame doeleinden zou dienen. Het land legde echter de voorgaande resoluties 1696 en 1737 naast zich neer.

### Handelingen
Iran moest onverwijld de stappen nemen die door het Internationaal Atoomenergie Agentschap gevraagd werden om vertrouwen op te bouwen en openstaande vragen op te lossen. Alle landen werden opgeroepen reisbeperkingen op te leggen tegen iedereen die betrokken was bij Irans nucleaire activiteiten. Verder moesten alle landen de import van Iraanse wapens verbieden en de verkoop van zware wapens aan Iran aan banden leggen.

### Annex I
De eerste bijlage bij de resolutie somde een aantal Iraanse bedrijven en personen op die betrokken waren bij het Iraanse kernprogramma of het ballistische raketprogramma en waartegen sancties golden.

### Annex II
In de tweede bijlage werd verklaard dat men goede relaties met Iran wenste en daarom een nieuwe start in de onderhandelingen wilde nemen. Daarom was men bereid om:
- Irans recht op kernenergie te erkennen,
- De bouw van lichtwaterreactoren actief te steunen,
- De bespreking van Irans kernprogramma in de Veiligheidsraad op te schorten.

Op voorwaarde dat Iran:
- De zorgen van het IAEA wegnam en ermee samenwerkte,
- Zijn uraniumverrijking staakte,
- De uitvoering van het Bijkomend Protocol hervatte.

Verder werden ook al een aantal domeinen vermeld waarop op de langere termijn kon worden samengewerkt.

## Verwante resoluties
- Resolutie 1696 Veiligheidsraad Verenigde Naties (2006)
- Resolutie 1737 Veiligheidsraad Verenigde Naties (2006)
- Resolutie 1803 Veiligheidsraad Verenigde Naties (2008)
- Resolutie 1810 Veiligheidsraad Verenigde Naties (2008)

Lijst ·  1739 ·  1740 ·  1741 ·  1742 ·  1743 ·  1744 ·  1745 ·  1746 ·  1747 ·  1748 ·  1749 ·  1750 ·  1751 ·  1752 ·  1753 ·  1754 ·  1755 ·  1756 ·  1757 ·  1758 ·  1759 ·  1760 ·  1761 ·  1762 ·  1763 ·  1764 ·  1765 ·  1766 ·  1767 ·  1768 ·  1769 ·  1770 ·  1771 ·  1772 ·  1773 ·  1774 ·  1775 ·  1776 ·  1777 ·  1778 ·  1779 ·  1780 ·  1781 ·  1782 ·  1783 ·  1784 ·  1785 ·  1786 ·  1787 ·  1788 ·  1789 ·  1790 ·  1791 ·  1792 ·  1793 ·  1794